# テレビを輝かせた100人
『テレビを輝かせた100人』（テレビをかがやかせたひゃくにん）とは、2011年7月9日にフジテレビ系列で19:00〜23:10（JST）の4時間10分（『FNNレインボー発』で一時中断）にわたって放送された、日本のテレビ番組を振り返る特別番組。同年7月24日の、地上デジタル放送の完全移行を放送当日の2週間後に控え、アナログ放送時代はどういったお笑い番組やドラマが放送されていたのか、アナログ時代のフジテレビ系の名番組を振り返った。

## 概要
1953年2月1日、NHKが東京で日本初のテレビ放送を開始した。NHKが開始した5年1ヶ月後の1959年3月1日にフジテレビが本放送を開始した。フジテレビは開局以来、数多くのヒット番組を世に送り出した。2011年7月24日に、58年続いた日本のアナログテレビ放送は幕を下ろし、地上デジタルテレビ放送に完全移行する。
番組は、フジテレビでこれまでアナログ時代に放送されたドラマ、コント、バラエティ番組などの秘蔵映像を日本全国の視聴者からのアンケートから選んで厳選して紹介。但し今回はフジテレビではなくアナログ放送全般を振り返るコンセプトのため、フジテレビ以外の他局の番組も一部紹介された。
バラエティ部門では、1960年代後半からお笑い界のトップに君臨していた『ドリフ大爆笑』などで活躍したザ・ドリフターズから加藤茶、志村けんの心に残る名場面を視聴者アンケートから選んで紹介する「ドリフ大爆笑のもう一度見たいコントBEST3」・「加藤茶の人気コントBEST3」・「志村けんの人気キャラBEST3」や、1980年代のお笑い番組に金字塔を打ち立てた『オレたちひょうきん族』などで活躍した明石家さんまの心に残る名場面を視聴者アンケートから選んで紹介する「さんま名シーン」や、1970年代後半から1980年代中期まで放送されていた『欽ドン!』でコントの新境地を開拓した萩本欽一とのトーク、お笑い第三世代からダウンタウン、ウッチャンナンチャンの伝説の番組、バラエティやドラマを制作した裏方スタッフなどの証言も交えて送る。
ドラマ部門では、1990年代前半に一大ブームを巻き起こしたトレンディドラマの代名詞となった『101回目のプロポーズ』の名場面を紹介。同作に出演した浅野温子と武田鉄矢の証言をおくる。

## 出演者

### 総合司会
- 今田耕司
- 高島彩（元フジテレビアナウンサー）

### スタジオゲスト
- 関根勤
- ラサール石井
- ガダルカナル・タカ
- ダチョウ倶楽部
- 出川哲朗
- 松村邦洋
- 蛍原徹（雨上がり決死隊）
- スピードワゴン
- パパイヤ鈴木
- ドランクドラゴン
- カンニング竹山
- オアシズ
- ガレッジセール
- タカアンドトシ[3]
- 品川祐（品川庄司）
- オードリー
- ハライチ
- つるの剛士
- 磯野貴理子
- 西川史子
- 井森美幸
- 島崎和歌子
- 里田まい
- 優木まおみ[4]
- はるな愛
- クリス松村
- SHELLY
- 豊田エリー
- 中村蒼（『花ざかりの君たちへ〜イケメン☆パラダイス〜2011』からのゲスト）
- 三浦翔平（同上）
- 桐山漣（同上）
- 山田親太朗（同上）

### スペシャルゲスト
- 明石家さんま
- ナインティナイン
- 萩本欽一
- 加藤茶
- 志村けん[5]
- 武田鉄矢
- 浅野温子
- 浅野ゆう子

### ナレーション
- 垂木勉
- 三村ロンド
- 阪井あかね

## 紹介された番組
（太字は当時の現役番組。）

### バラエティ番組
- オレたちひょうきん族
- あっぱれさんま大先生
- さんまのまんま（関西テレビ制作）[6]
- たけし・さんまの有名人の集まる店
- 笑う犬
- ウッチャンナンチャンのやるならやらねば!
- ダウンタウンのごっつええ感じ
- 新しい波
- とぶくすり
- めちゃ²モテたいッ!
- めちゃ²イケてるッ!
- 8時だョ!全員集合（TBS）（ヒゲダンス）
- ドリフ大爆笑
- 志村けんのだいじょうぶだぁ
- 志村けんのバカ殿様
- 森田一義アワー 笑っていいとも!（テレフォンショッキング）
- THE MANZAI（紳助竜介（島田紳助・松本竜介））
- クイズ!ヘキサゴン
- クイズ!ヘキサゴンII[7]
- コント55号の世界は笑う
- オールスター家族対抗歌合戦
- 欽ちゃんのドンとやってみよう!
- 欽ドン!良い子悪い子普通の子
- 欽ドン!良い子悪い子普通の子おまけの子（良い先生悪い先生普通の先生）
- 欽ちゃんのどこまでやるの!?（テレビ朝日）（クロ子とグレ子）
- 夢がMORI MORI（音松くん）
- SMAP×SMAP
- FNS27時間テレビ

### テレビドラマ
- 世にも奇妙な物語[8]
- プライド
- ラブジェネレーション
- CHANGE
- その時、ハートは盗まれた
- 眠れる森
- ロングバケーション
- あすなろ白書
- HERO
- 3年B組金八先生（TBS）（第2シリーズ「卒業式前の暴力（後編）」からのシーン）
- 101回目のプロポーズ
- フリーター、家を買う。
- 大奥（浅野ゆう子のシーン）
- 抱きしめたい!
- 世界で一番君が好き!
- 恋のパラダイス
- 君の瞳をタイホする!
- 愛しあってるかい!
- 北の国から
- 剣客商売（小林綾子のシーン）
- おしん（NHK連続テレビ小説）
- 東京ラブストーリー
- 愛という名のもとに
- この世の果て
- ニュースの女
- 振り返れば奴がいる
- お金がない!
- 踊る大捜査線
- 探偵物語（東映 / 日本テレビ）
- 太陽にほえろ!（東宝 / 日本テレビ）（ジーパン刑事殉職のシーン）
- 白い巨塔（2003年版）
- 不毛地帯（2009年版）
- ひとつ屋根の下
- 救命病棟24時
- いつかまた逢える
- 美女か野獣
- 龍馬伝（NHK大河ドラマ）
- ガリレオ

## スタッフ
- 制作総指揮：港浩一（フジテレビ）
- 制作：和田行・加茂裕治・小須田和彦（フジテレビ）
- 企画統括：片岡飛鳥・小松純也（フジテレビ）
- 構成：安達元一、小笠原英樹
- 作家：高橋かづゆき、奥田泰、塚田ゆみ、大野ケイスケ、大平尚志、板垣佳珠弓、布広太一、山形遼介
- 美術プロデューサー：本田邦宏
- デザイン：棈木陽次（フジテレビ）
- 美術進行：石田博己
- 大道具：佐藤貴志
- アクリル装飾：織田秀幸
- 電飾・特殊美術：時任伊織
- アートフレーム：菅沼和海
- 装飾：高橋尚孝
- 生花装飾：安藤岳
- メイク：大高里絵
- TM：山口利滋（フジテレビ）
- TP：高瀬義美
- TD・SW：高田治
- CAM：矢代祐一
- VE：山下悠介
- 音声：松本政利
- 照明：谷口明美
- マルチ：野崎裕康
- 編集：佐川正弘
- MA：土屋信
- 音響効果：樋口謙
- CG：岡本彰
- TK：田村結
- 広報：魏治康（フジテレビ）
- 編成：濱潤・渋谷謙太郎（フジテレビ）
- Special Thanks：三宅恵介・荒井昭博（フジテレビ）、竹島達修、戸上浩（エクシーズ）、及川俊明（オイコーポレーション）/大多亮・河毛俊作（フジテレビ）
- AP：梅野真未（EAST）、和田健（フジテレビ）
- ディレクター：小林稔（EAST）、水元とおる（K-ten）、大城浩一郎（スクラッチ）、久保田集（EAST）、田中孝明（フジテレビ）、神尾昌宏（D:COMPLEX）、徳舛充人・吉田享史（FCC）、堀川香奈（フジテレビ）
- プロデューサー：三浦淳（フジテレビ）、西雅史（D:COMPLEX）、関卓也・東康之・挾間英行（フジテレビ）、正垣吉朗（EAST）、小沢英治（D:COMPLEX）、宇賀神裕子（EAST）/佐々木将・亀高美智子・黒木彰一・中嶋優一（フジテレビ）
- 監修：奥村達哉（D:COMPLEX）
- 演出：大橋圭史（EAST）
- チーフプロデューサー：神原孝（フジテレビ）、角井英之（EAST）
- 映像提供：共同テレビ、イザワオフィス、関西テレビ、東宝、松竹、東映、NHK、TBS、テレビ朝日 他
- 技術協力：ニユーテレス、FLT、マルチバックス、IMAGICA、メディアハウスサウンドデザイン
- 美術協力：フジアール
- 制作協力：EAST/D:COMPLEX、FCC
- 制作：フジテレビバラエティ&ドラマ制作センター
- 制作著作：フジテレビ